# Starset
Starset — американський рок-гурт з Колумбусу, Огайо, США, сформований Дастіном Бейтсом у 2013 році. Вони випустили перший альбом, Transmissions, у наступному році та другий альбом, Vessels, 20 січня 2017 року. Ідеї концептуальних альбомів мали успіх в колах користувачів соціальних мереж та YouTube, гурт отримав понад $230 000 від останніх переглядів за листопад 2016 року, їх сингл «My Demons»  зібрав понад 280 мільйонів переглядів на YouTube за той самий період. Їх найбільш комерційно успішна пісня, «Monster», досягла № 2 на  Billboard US Mainstream Rock Songs у травні 2017. Третій студійний альбом Divisions вийшов 13 вересня 2019 року, а четвертий студійний альбом Horizons — 22 жовтня 2021 року.

## Історія

### 2013—2015: формування таTransmissions
Starset сформована в 2013 році вокалістом Downplay Дастіном Бейтсом, який є теж вокалістом, автором пісень і клавішником гурту. Інтерес Бейтса до астрономії був вперше викликаний у нього отриманням статусу магістра у галузі електротехніки, коли він вчився в університеті Огайо. Він завершив дослідження для ВПС США, а також викладав у Міжнародному космічному університеті. Бейтс створив вигадану передісторію для гурту, що формує тематичну основу для своєї музики. В цій історії, гурт Starset був сформований в рамках роботи з громадськістю, за ініціативою The Starset Society. Цілями спільноти було попередити громадськість про зміст «Послання» суспільству, отриманого від загадкового сигналу з космосу. Гурт розповідає цю історію в реальних інтерв'ю The Starset Society.
Гурт випустив дебютний альбом  Transmissions 8 липня 2014 року. Реліз дебютував під номером 49 в US Billboard 200, що робить його одним з найвищих дебютних альбомів для рок-гуртів у 2014 році. 2016 року, було продано понад 79 000 примірників. Для просування альбому гурт випустив три сингли: «My Demons», «Carnivore» і «Halo». Вони також добре зарекомендували себе, досягнувши п'ятого та шістнадцятих місць відповідно на Billboard US  Mainstream Rock charts. Пізніше гурт випустив супровідний графічний роман на 250 сторінок, «The Prox Transmissions», для подальшої деталізації вигаданої Бейтсом історії.

### 2016—2018:Vessels
Роб Грейвс, продюсер «Transmissions», анонсував альбом  26 січня 2016 року, що означало, що Starset почала запис другого альбому. Водночас з оголошенням про дати європейського туру спільно з  Breaking Benjamin, Starset оголосили, що їх другий альбом «має вийти восени».. 4 жовтня 2016 року Starset опублікувала у своїх соціальних мережах зображення «графічного роману  Marvel що виходить восени 2017 року», згідно з інтерв'ю з Marvel в New York Comic Con, яке буде «продовженням „The Prox Transmissions“». Бейтс також розповів, що новий альбом буде «ще різноманітнішим, ніж  минулий» та "йде від металу до попси ". Графічний роман на 88 сторінок вийшов у вересні 2017 року. [відсутнє в джерелі]
Перший сингл з альбому, «Monster» вийшов 28 жовтня 2016 року. 4 листопада 2016 року Starset оголосили про свій майбутній альбом Vessels, який вийшов 20 січня 2017 року. Альбом дебютував під номером 11 у «Billboard 200 albums chart». В підтримку альбому гурт провів більшу частину 2017 року. Гурт гастролював з Black Satellite в першій половині 2017 року. У липні 2017 року, гурт виступав разом з Шоном Морганом з гурту Seether на «Rise Above Fest», поряд з Shinedown та Halestorm. Другий сингл з альбому, «Satellite», вийшов в серпні 2017 року, досяг 12-го місця в «Billboard Mainstream Rock chart».

### 2019—2020: Divisions
13 травня 2019 року Starset оголосили, що третій альбом вийде 13 вересня 2019 року, разом з датами осіннього туру по США. Дати туру по Європі та Великій Британії на весну 2020 року оголосили 2 липня 2019 року. Назву альбому, Divisions, оголосили в серпні 2019 року разом з випуском першого синглу «Manifest». Альбом вийшов 13 вересня 2019 року. До 2020 року гурт досяг двох мільярдів стрімів по всьому світу.
Через пандемію COVID-19 у 2020 році більшість турів Starset спочатку були відкладені, а згодом скасовані. Проте Starset випустили переосмислену версію синглу «TRIALS» та ремікс-версію «WAKING UP» у серпні 2020 року та грудні 2020 року.

### 2021— дотепер:Horizons

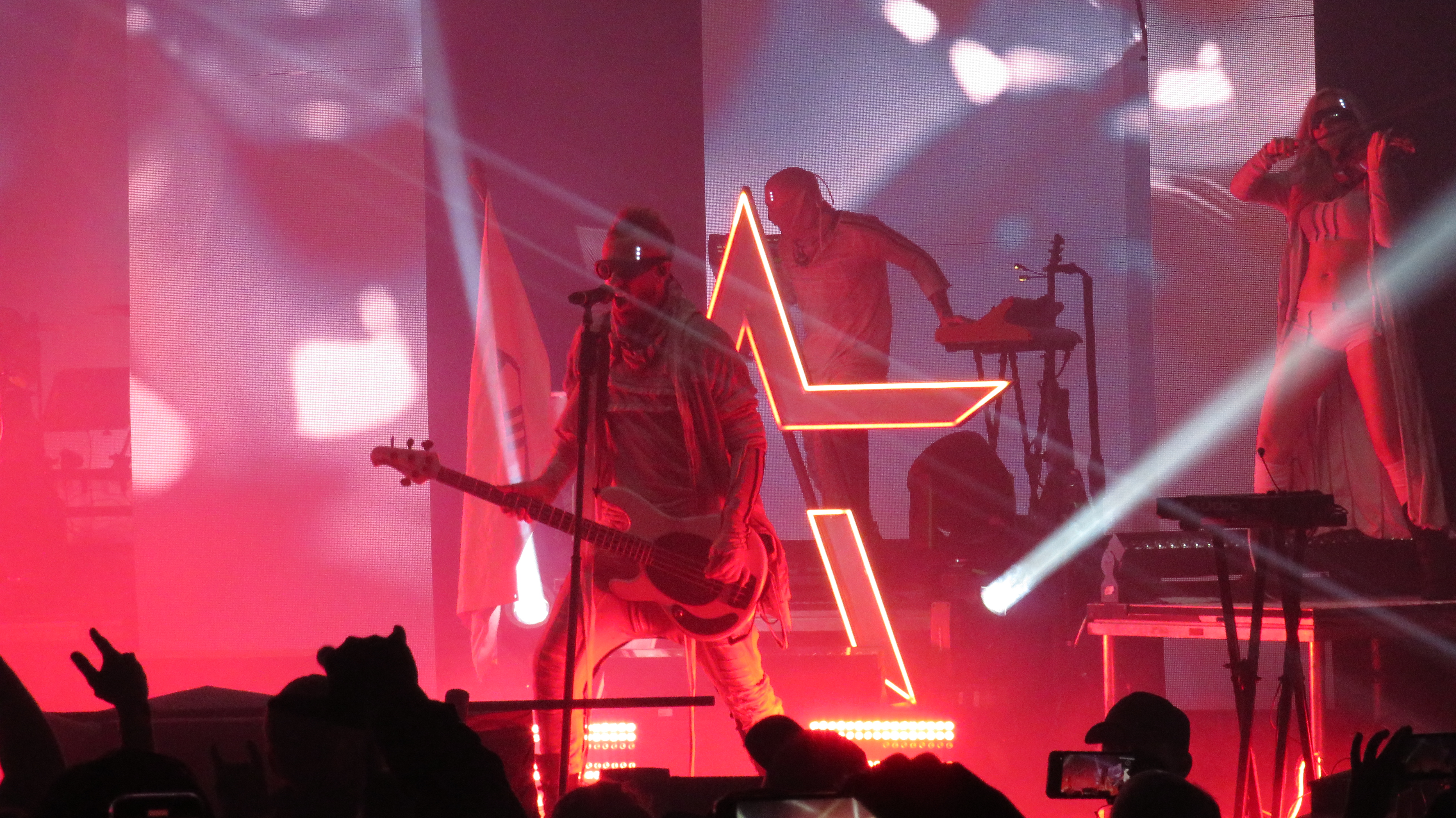
Виступ Starset, 2021 рік.

У квітні 2021 року Starset випустили кавер на пісню «Kashmir» гурту Led Zeppelin ексклюзивно для Amazon Music і нову пісню «Infected», присвячену дворіччю відеогри Arknights. У травні 2021 року гурт зробив перше демонстраційне оголошення з часів пандемії, заявивши, що виступить на шоу LouderThanLife (вересень 2021 року) і Rockville (листопад 2021 року).
У червні Starset оголосили, що протягом наступних двох місяців проведуть серію «AE01 Acoustic Event» по всій Америці, в рамках якої гурт дасть повністю акустичні виступи та тісно взаємодіятиме з аудиторією. Згодом було оголошено про майбутні гастролі Сполученими Штатами та Європою, які розпочались у листопаді 2021 року та лютому 2022 року відповідно. 10 вересня 2021 року гурт оголосив, що четвертий студійний альбом Horizons вийде 22 жовтня 2021 року. Вони також випустили відеокліп на нову пісню з альбому, яка отримала назву «The Breach», та оприлюднили трек-лист альбому, показавши, що раніше випущена пісня «Infected» також увійде до альбому. 23 вересня 2021 року вони випустили лірик-відео на пісню «Leaving This World Behind», а 7 жовтня того ж року — лірик-відео на пісню «Earthrise». 19 серпня 2022 року Starset випустили спільну пісню з Breaking Benjamin під назвою «Waiting on the Sky to Change», перероблену пісню з попереднього гурту Бейтса, Downplay.

## Музичний стиль і вплив
Музичний стиль Starset описують як альтернативний рок, електронний рок, та прогресивний рок. Через велику кількість стилів, інструментів та течій роботи гурту, багато видань, включаючи AllMusic, Billboard, та Revolver зазвичай позначають гурт як «рок» або «рок-гурт».
Сам Бейтс описує музику як «кінематографічний рок» — не визнаний жанр — який він і розробив. Описуючи свої прагнення з гуртом на їх першому альбомі, Transmissions, він пояснив, що це «ніби хард-рок гурт зробив саундтрек до епічного блокбастера… Ми змішуємо симфонію з електро та риф-драйв, баритон гітару з хард-роком». Бейтс пояснив еволюцію звуку другим альбомом гурту, Vessels: «в той час, як [Transmissions] був зосереджений на хард-році, зараз музика стає більш металевою, гітарну роботу запозичили у стилю djent, і вона стала більш ембієнтною, використовуючи електроніку на глибшому інтегрованому рівні. У той час як струнні інструменти були більш кінематографічними, було більше квартету, а у цьому альбомі це, скоріш, оркестровка…»
Бейтс також заявив, що він реалізував деякі елементи EDM в другому альбомі. Дейв Річардс в Erie Times-News описав звучання гурту як «змішування прогресивних прагнень Muse з відкритим підходом емоційної сили гуртів, таких як Breaking Benjamin». Бейтс комбінує скримінг з чистим вокалом, як необробленим, так і з корекцією висоти тону для різних ефектів[63].
Вплив на музику Starset мали: Hans Zimmer, Nine Inch Nails, Sigur Ros, Thirty Seconds to Mars, Deftones, Linkin Park та Breaking Benjamin.

## Учасники

### Поточний склад
- Дастін Бейтс — вокал, клавішні, звукорежисер, гітари, продюсування (з 2013)
- Рон ДеЧант — бас-гітара, клавішні, бек-вокал (з 2013)
- Брок Річардс — гітари, бек-вокал (з 2013)
- Адам Гілберт — барабани, перкусія (з 2013)
- Шивон Річардс — скрипка (з 2017)
- Зузана Енгерерова — віолончель (з 2019)
- Корі Дзюба — гітара, синтезатор, фортепіано (з 2021)

### Колишні гастрольні музиканти
- Маріко Муранака Френд — скрипка, віолончель (2014—2015; 2018—2019)[52].
- Ннека Лін — віолончель (2016)[53].
- Джонатан Кампфе — віолончель (2017—2018)[54][55].

## Дискографія

### Студійні альбоми
| Назва         | Деталі альбому                                                                      | Пікові позиції у чартах | Пікові позиції у чартах | Пікові позиції у чартах | Пікові позиції у чартах | Пікові позиції у чартах | Пікові позиції у чартах | Пікові позиції у чартах | Пікові позиції у чартах | Пікові позиції у чартах | Пікові позиції у чартах |
| Назва         | Деталі альбому                                                                      | US                      | US Alt.                 | US Dig.                 | US Hard                 | US Rock                 | AUS                     | AUT                     | CAN                     | GER                     | SCO                     |
| ------------- | ----------------------------------------------------------------------------------- | ----------------------- | ----------------------- | ----------------------- | ----------------------- | ----------------------- | ----------------------- | ----------------------- | ----------------------- | ----------------------- | ----------------------- |
| Transmissions | - Вийшов: 8 липня 2014 - Лейбл: Razor & Tie - Формат: CD, LP, цифрове завантаження  | 49                      | 12                      | 24                      | 5                       | 16                      | —                       | —                       | —                       | —                       | —                       |
| Vessels       | - Вийшов: 20 січня 2017 - Лейбл: Razor & Tie - Формат: CD, LP, цифрове завантаження | 11                      | 2                       | 3                       | 2                       | 3                       | 52                      | 56                      | 60                      | 85                      | —                       |
| Divisions     | - Вийшов: 13 вересня 2019 - Лейбл: Fearless - Формат: CD, LP, цифрове завантаження  | 37                      | 6                       | 7                       | 4                       | 7                       | —                       | —                       | —                       | —                       | 78                      |
| Horizons      | - Вийшов: 22 жовтня 2021 - Лейбл: Fearless - Формат: CD, LP, цифрове завантаження   | —                       | 22                      | —                       | 10                      | 38                      | —                       | —                       | —                       | —                       | —                       |

### Сингли
| Назва                                                | Рік  | Пікові позиції в чартах | Пікові позиції в чартах | Пікові позиції в чартах | Пікові позиції в чартах | Пікові позиції в чартах | Пікові позиції в чартах | Сертифікат                   | Альбом        |
| Назва                                                | Рік  | US Rock Airplay         | US Rock Digital         | US Main                 | US Rock                 | US Hard Rock Digital    | US Hard Rock            | Сертифікат                   | Альбом        |
| ---------------------------------------------------- | ---- | ----------------------- | ----------------------- | ----------------------- | ----------------------- | ----------------------- | ----------------------- | ---------------------------- | ------------- |
| «My Demons»                                          | 2013 | 26                      | —                       | 5                       | 36                      | —                       | —                       | - RIAA: Платина - MC: Золото | Transmissions |
| «Carnivore»                                          | 2014 | —                       | —                       | 16                      | —                       | —                       | —                       |                              | Transmissions |
| «Halo»                                               | 2015 | 41                      | —                       | 16                      | —                       | —                       | —                       |                              | Transmissions |
| «Monster»                                            | 2016 | 14                      | 16                      | 2                       | 27                      | 4                       | —                       |                              | Vessels       |
| «Satellite»                                          | 2017 | 40                      | —                       | 12                      | —                       | —                       | —                       |                              | Vessels       |
| «Ricochet»                                           | 2018 | —                       | —                       | —                       | 49                      | 7                       | —                       |                              | Vessels       |
| «Manifest»                                           | 2019 | 50                      | —                       | 14                      | —                       | —                       | —                       |                              | Divisions     |
| «Trials»                                             | 2020 | 29                      | —                       | 8                       | —                       | —                       | 11                      |                              | Divisions     |
| «Infected»                                           | 2021 | —                       | —                       | 16                      | —                       | 10                      | 21                      |                              | Horizons      |
| «Waiting on the Sky to Change» (з Breaking Benjamin) | 2022 | 15                      | 11                      | 2                       | 32                      | 2                       | 3                       | Н/Д                          |               |

### Кліпи
| Назва                            | Рік  | Режисер              |
| -------------------------------- | ---- | -------------------- |
| «My Demons»                      | 2013 | Денвер Кевінс        |
| «Carnivore»                      | 2014 | Реймон Бутвісет      |
| «Halo»                           | 2015 | Корбін Томас         |
| «Monster»                        | 2016 | Punk City            |
| «Back to the Earth»              | 2017 | Mungo Creative Group |
| «Telepathic»                     | 2017 | Дастін Бейтс         |
| «Satellite»                      | 2017 | Кайл Коген           |
| «Ricochet»                       | 2018 | Нік Пітерсон         |
| «Bringing It Down» (Version 2.0) | 2018 | Браян Кокс           |
| «Manifest»                       | 2019 | Ендрю Доного         |
| «Where the Skies End»            | 2019 | Калеб Мелері         |
| «Diving Bell»                    | 2019 | Калеб Мелері         |
| «Stratosphere»                   | 2019 | Калеб Мелері         |
| «Trials»                         | 2020 | Нік Пітерсон         |
| «Echo»                           | 2021 | Ден Фазелмен         |
| «The Breach»                     | 2021 | Нік Пітерсон         |
| «Symbiotic»                      | 2022 | Спенсер Сіз          |
| «Icarus»                         | 2022 | Нік Пітерсон         |